# La Parota, Jalisco
La Parota är en ort i Mexiko.   Den ligger i kommunen Tolimán och delstaten Jalisco, i den södra delen av landet, 500 km väster om huvudstaden Mexico City. La Parota ligger 833 meter över havet och antalet invånare är 332.
Terrängen runt La Parota är kuperad åt nordost, men åt sydväst är den bergig. Runt La Parota är det glesbefolkat, med 16 invånare per kvadratkilometer. Närmaste större samhälle är Tolimán, 5,3 km nordväst om La Parota. I omgivningarna runt La Parota växer huvudsakligen savannskog.